# Hahnia barbara
Hahnia barbara là một loài nhện trong họ Hahniidae.
Loài này thuộc chi Hahnia. Hahnia barbara được J. Denis miêu tả năm 1937.